# Paul Valéry
Ambroise-Paul-Toussaint-Jules Valéry (Sète, 30 oktober 1871 - Parijs, 20 juli 1945) was een Frans dichter, essayist, filosoof en auteur van aforismen.
Als dichter stond Valéry bekend als een exponent van de Poésie pure, waarvoor vooral de mythologische figuur Narcissus voor hem symbool stond (zijn wellicht bekendste gedicht heet ook Narcissus spreekt (Narcisse parle). Als zijn lyrische hoofdwerken worden beschouwd La jeune Parque (1917) en Charmes (1922). Valéry wordt beschouwd als de laatste der symbolisten. Hij was lid van de Académie française.

## Biografie
Valéry is geboren in Sète, een vissershaven aan de Middellandse Zee waar zijn vader werkte als douanebeambte. Aanvankelijk nam hij zich voor om marineofficier te worden, maar zijn te beperkte beheersing van de wiskunde dwarsboomde dit plan. Hij doorloopt een rooms-katholieke middelbare school in Montpellier en studeert daarna rechten.
In 1894 vestigt hij zich in Parijs, waar hij als redacteur gaat werken bij het Ministerie van Oorlog. Hij houdt zich verre van de poëzie en wijdt zich aan wereldse zaken. Van 1900 tot 1922 werkt hij bij het nieuwsagentschap Havas. In de kleine uurtjes schrijft hij in zijn Cahiers, een intellectueel en psychologisch dagboek, waarvan de inhoud pas na zijn dood gepubliceerd is. In 1900 trouwt hij met Jeannie Gobillard. Zij krijgen drie kinderen.
Als jonge twintiger maakt Valéry kennis met de poëzie van Stéphane Mallarmé, de Franse symbolistische dichter en hij raakt bevriend met André Gide, een andere symbolist. In de periode 1888-1891 publiceert Valéry in symbolistische tijdschriften. Als gevolg van emotionele en artistieke frustraties keert hij de poëzie in 1892 volledig de rug toe.

### De nacht van Genua
In de nacht van 4 op 5 oktober 1892 beleeft hij, zoals hij het zelf beschrijft, in het Italiaanse Genua, een diepe identiteitscrisis. Hij besluit om zijn afgoden af te zweren: van nu af aan zou zich niet meer overgeven aan de literatuur, de liefde en het imperfecte. Hij zou zijn leven louter wijden aan wat hij ‘’het leven van de geest’’ noemde. De Cahiers (De dagboeken), waarin hij aan het begin van iedere nieuwe dag zijn overpeinzingen noteert, getuigen hiervan. "Volgens mij", voegt hij er bij wijze van grap aan toe, "mag ik, na een paar uren me te wijden aan het leven van de geest, de rest van de dag lekker dom zijn."
Herhaaldelijk heeft Valéry later verklaard dat hij die nacht in Genua beschouwt als de ware bron van zijn werk en het begin van (de ontwikkeling van) zijn geestelijk leven.
Pas 25 jaar later, na lang aandringen van André Gide keert Valéry in 1917 terug naar de poëzie met La jeune parque, uitgebracht door Gallimard. Een ander belangrijk gedicht volgt een paar jaar later : Le Cimetière marin(1920) en Charmes in 1922. In zijn dichtkunst benadrukt Valéry altijd het ondergeschikte belang van hun betekenis en inspiratie: "Mijn verzen hebben de betekenis die men eraan geeft."
Na de Eerste Wereldoorlog wordt Paul Valéry een soort Dichter des Vaderlands: zeer beroemd en geëerd. In 1924 volgt zijn benoeming tot voorzitter van de Franse PEN-club en het jaar daarna wordt hij verkozen tot lid van de Académie française. 
Maar zijn belangrijkste werk blijft al die tijd in de schaduw. De diepgang van zijn gedachten die hij verwoord heeft in veeleisende teksten, zoals Introduction à la méthode de Léonard de Vinci (Inleiding op het werk van Léonardo da Vinci), en La Soirée avec monsieur Teste (Avonden met meneer Teste). Zijn gedachten over de toekomst van de beschaving , gepaard aan een grote, intellectuele nieuwsgierigheid, maakt van hem een belangrijke gesprekspartner voor beroemde tijdgenoten als Raymond Poincaré en Albert Einstein.

### De Duitse bezetting
Tijdens de Duitse bezetting weigert Valéry te collaboreren en spreekt, in zijn hoedanigheid van secretaris van de Académie Française een grafrede uit tijdens de begrafenis van de bekende joodse filosoof Henri Bergson. Deze stellingname kost hem zijn baan als directeur van Universitair Centrum van Nice.
Een paar weken na het einde van de Tweede Wereldoorlog, op 20 juli 1945, sterft Valéry. Op verzoek van Charles de Gaulle krijgt hij een staatsbegrafenis. Zijn graf ligt op de begraafplaats bij de zee in Sète, waarover hij dichtte:
Ce toit tranquille, où marchent des colombes,
Entre les pins palpite, entre les tombes…
Dit vredig dak, waarover duiven deinen,
Siddert tussen de zerken en de pijnen

## Poëzie
Een van de bekendste gedichten van Valéry is La jeune Parque (De jonge schikgodin). Het bestaat uit 512 alexandrijnen. In de vorm van een monoloog overpeinst een jonge vrouw leven en dood, activiteit en passiviteit, liefde en vervreemding. Sommigen interpreteren het gedicht als een verbeelding van de menselijke levensloop. Anderen zien het als een poging van Valéry om een verband te leggen tussen vernietiging en schoonheid, een echo van de Eerste Wereldoorlog. Grote stukken van het gedicht doen denken aan het werk van Sophocles en Aeschylus.
Voor La jeune Parque schreef Valéry voornamelijk dialogen, artikelen en een studie over Leonardo da Vinci. In 1920 en 1922 publiceerde hij twee dichtbundels. Het eerste, Album des vers anciens (Bundel oude gedichten) was een herziene uitgave van mooi doorwrochte kleine gedichten die al in 1900 een keertje verschenen waren. Het tweede boekje, Charmes,(van het Latijnse woord carmina, dat lied of bezwering betekent) bevestigt zijn faam als groot Frans dichter.

## Proza
Zijn prozawerk is veel uitgebreider dan zijn poëzie. Zijn artikelen, voorzien van vele aforismen en bon mots, verraden een conservatieve en sceptische visie op de menselijke aard. Maar hij schrijft of spreekt nooit een woord van sympathie uit voor de totalitaire systemen die gedurende zijn leven zo’n duidelijke rol spelen.
Zijn Cahiers bevatten, verrassend genoeg, beschouwingen over de natuurwetenschap en wiskunde. Juist de onontgonnen gebieden in deze wetenschappen eisen veel meer van zijn aandacht dan zijn geroemde poëzie.
De essays van Valéry handelen over de ondergang van onze beschaving, de toekomst van het recht op geestelijke vrijheid, de rol van de literatuur in het onderwijs en de wisselwerking tussen de vooruitgang en de mens. Regards sur le monde actuel is een bundel korte essays over diverse actuele onderwerpen uit de 20ste eeuw. Paul Valéry is ook bekend als vertaler van verzen van Vergilius.
La crise de l’esprit dateert uit 1919 en Valéry schrijft:"Wij beschavingen weten nu dat we sterfelijk zijn." Hij gebruikt deze klassiek geworden formulering naar aanleidingen van de verschrikkingen van de Eerste Wereldoorlog die net voorbij is. Het goede (wetenschap, techniek, plichtsbesef, rationaliteit), voorbeelden van de vooruitgang van de mensheid had bijna tot het kwade (de ondergang van de beschaving) geleid.
Hij voorziet dat als de mens niet in staat zal zijn zijn geestelijke preoccupaties opzij te schuiven onze beschaving kan veranderen in "een dierlijke maatschappij, een volmaakte en definitieve mierenhoop."
Hij is geen ondergangsprofeet, maar vraagt zich wel af of de Europese intelligentsia haar superieure positie in de wereld zal behouden. "Blijft Europa het kostbare deel van het aardse universum, de parel van de dampkring, de hersens van een uitgebreid lichaam?"
Hij ziet een tegenstelling tussen de verworvenheden van de (natuur) wetenschap en de mythische manier van denken van de politiek. Het conflict dat in de Eerste Wereldoorlog werd uitgevochten met moderne technische wapens draaide, volgens Valéry, om achterhaalde nationalistische motieven. Nationalisme (het streven naar een vergrote natie) had geleid tot een mondiaal conflict.
Valéry koppelt de toekomst van Europa aan het lot van de beschaving in het algemeen. In plaats van het lot  spreekt hij vaker over de  geest van de mens: belangenloze nieuwsgierigheid en een speels vernuft. Onafhankelijke denkers en uitvinders zijn bepalend voor de toekomst, geen specialisten en vakidioten.
Ook schrijft hij regelmatig over architectuur, dans, en de relatie tussen de verschillende kunsten. Net zoals Rilke gelooft hij dat de dichter zijn gedichten zorgvuldig diende te 'berekenen', en hij vergelijkt het werk van de poëet-kunstenaar met dat van een ingenieur.
Valéry's werk staat vol met zinspelingen op klassieke werken, en voor de beelden waar hij gebruik van maakt haalt hij zijn inspiratie uit de natuur. Ondanks zijn fascinatie voor de zuivere rede zijn zijn gedichten heel sensueel. Een voorbeeld van deze bijzondere vermenging van rede en zinnelijkheid vindt men in zijn gedicht "Hélène", een dramatische monoloog, gesproken door de legendarische Helena van Troje waarin zij reflecteert over de oorlog die om haar is uitgebroken.

## Afkeer van de roman
Valéry schreef in zijn Cahiers: "In de literatuur zit altijd iets verdachts: het rekening houden met een publiek. Dus altijd houdt men zich in, is er een onuitgesproken gedachte waar alle charlatanerie in schuilt. Dus elk literair product is onzuiver."
Keer op keer moest gedurende zo'n vijftig jaar het genre van de roman het bij hem ontgelden. En die veroordeling van het genre gaat gepaard met soms vernietigende oordelen over befaamde romanciers.
Hij bekende dat het voor hem vrijwel onmogelijk was een roman te lezen zonder de gegeven zinnen te vervangen door andere, die de schrijver, zonder grote schade, evengoed had kunnen schrijven. Valéry stelde volgens André Breton voor om een bloemlezing samen te stellen van zoveel mogelijk beginzinnen van romans. Hij verwachtte veel van de onzinnigheid daarvan.
Valéry had wetenschappelijke en literaire bezwaren tegen de roman. Het nauwkeurige en systematische van de wetenschap - en dat is vrij zeldzaam bij dichters – boeide hem zeer. Descartes was zijn grote held en Discours de la Méthode zijn ideale roman in filosofisch en literair opzicht. Valéry vergelijkt de observaties in de wetenschap met die van de roman. De uitslag is negatief: in de roman gaat men gewoonlijk van de naïeve, meestal eendimensionale, uniforme waarneming van de werkelijkheid uit.
Niet alleen romanschrijvers doen dit, maar ook historici en biografen. Bovendien worden die observaties, aldus Valéry, in de grove, gewone taal van alledag geformuleerd, met alle beperkingen van dien. Al vrij vroeg was Valéry ervan overtuigd dat foto's, films en televisie superieur in dat opzicht waren.

## Valéry in Nederland
De Nederlandse uitgever  A.A.M. Stols bracht in 1927 een Hommage van buitenlandse schrijvers voor Paul Valéry uit, met lofredes, poëtische odes en vertalingen van Valérys werk. Tot zijn Nederlandse bewonderaars behoorden Boutens, de romanist Valkhof en Victor van Vriesland. Het boek Le retour de Hollande, dat Valéry schreef na een reis door Nederland, verscheen in 1926 in Nederlandse vertaling.

## Werken
- Introduction à la méthode de Léonard de Vinci (1895)
- La soirée avec monsieur Teste (1896)
- La Jeune Parque (1917)
- Album des vers anciens (1920)
- Charmes (1922)
- Regards sur le monde actuel. (1931)
- Variétés I; II; III (1936)
- Variétes IV (1938)
- Mauvaises pensées et autres (1942)
- Tel quel (1943)
- Variétes V (1944)
- Vues (1948)
- Œuvres I (1957), édition établie et annotée par Jean Hytier, Bibliothèque de la Pléiade / nrf Gallimard
- Œuvres II (1960), édition établie et annotée par Jean Hytier, Bibliothèque de la Pléiade / nrf Gallimard
- Prose et Vers (1968)
- Cahiers I (1973), édition établie, présentée et annotée par Judith Robinson-Valéry, Bibliothèque de la Pléiade / nrf Gallimard
- Cahiers II (1974), édition établie, présentée et annotée par Judith Robinson-Valéry, Bibliothèque de la Pléiade / nrf Gallimard
- Cahiers (1894-1914) (1987), édition publiée sous la direction de Nicole Celeyrette-Pietri et Judith Robinson-Valéry avec la collaboration de Jean Celeyrette, Maria Teresa Giaveri, Paul Gifford, Jeannine Jallat, Bernard Lacorre, Huguette Laurenti, Florence de Lussy, Robert Pickering, Régine Pietra et Jürgen Schmidt-Radefeldt, tomes I-IX, Collection blanche, Gallimard

### Nederlandse vertaling
- Cahiers, vertaling Jan Fontijn, Amsterdam, Uitgeverij De Buitenkant 2017
- Tien Charmes, vertaling Paul Claes, Bleiswijk, Uitgeverij Vleugels 2016
- Le cimetière marin/Het kerkhof aan zee, vertaling Paul Claes, Woubrugge: Avalon Press 2011 (later opgenomen in de bundel Ziel van mijn ziel, Amsterdam: De Bezige Bij 2015)
- Monsieur Teste/ meneer Teste, vertaling Piet Meeuse, De Bezige Bij 1995
- Wat af is, is niet gemaakt, essays. Vertaling Piet Meeuse, De Bezige Bij 1987
- Leonardo en Socrates (bevat 'Inleiding tot de methode van Leonardo da Vinci; Eupalinos of de architect; Ziel en dans'). Vertaling Piet Meeuse, De Bezige Bij 1991
- Mijnheer Teste, vertaling Gemma Pappot, De Arbeiderspers, 1973, 1975
- De avond met den heer Teste, vertaling A.A.M. Stols, uitgeverij A.A.M. Stols, 1939
- De terugreis uit Holland, vertaling A.A.M. Stols, uitgeverij A.A.M. Stols, 1926